# Старокрымская
Старокры́мская (также Муга́л-Узе́нь, Газара́т; укр. Старокримська, крымскотат. Muğal Özen, Мугъал Озен) — маловодная река (балка) в Кировском районе Крыма, левая составляющая реки Чурюк-Су. Длина водотока 8,5 километров, площадь водосборного бассейна 20,8 км². Исток реки, по данным книги «Реки и Озера Крыма», находится на южных склонах Агармыша, в урочище Казарат, сейчас началом считается родник на северном склоне горы Мачук Главной гряды Крымских гор, далее балка пролегает, в основном, в северо-восточном направлении. Согласно справочнику «Поверхностные водные объекты Крыма» у реки 5 безымянных притоков. Также в справочнике и в труде Олиферова и Тимченко Старокрымская указана, как левая составляющая (вместе с Монастырской) реки Чурюк-Су, сливающихся на высоте 220 м над уровнем моря (с 1957 года — в Старокрымском водохранилище), при этом на более современных картах балка впадает в Чурюк-Су справа, примерно в 4 километрах выше водохранилища, у юго-западной окраины Старого Крыма.